# Cristeryssamena cristipennis
Cristeryssamena cristipennis là một loài bọ cánh cứng trong họ Cerambycidae.